# Baroncelli (famiglia)
I Baroncelli furono una famiglia storica di Firenze.

## Storia familiare

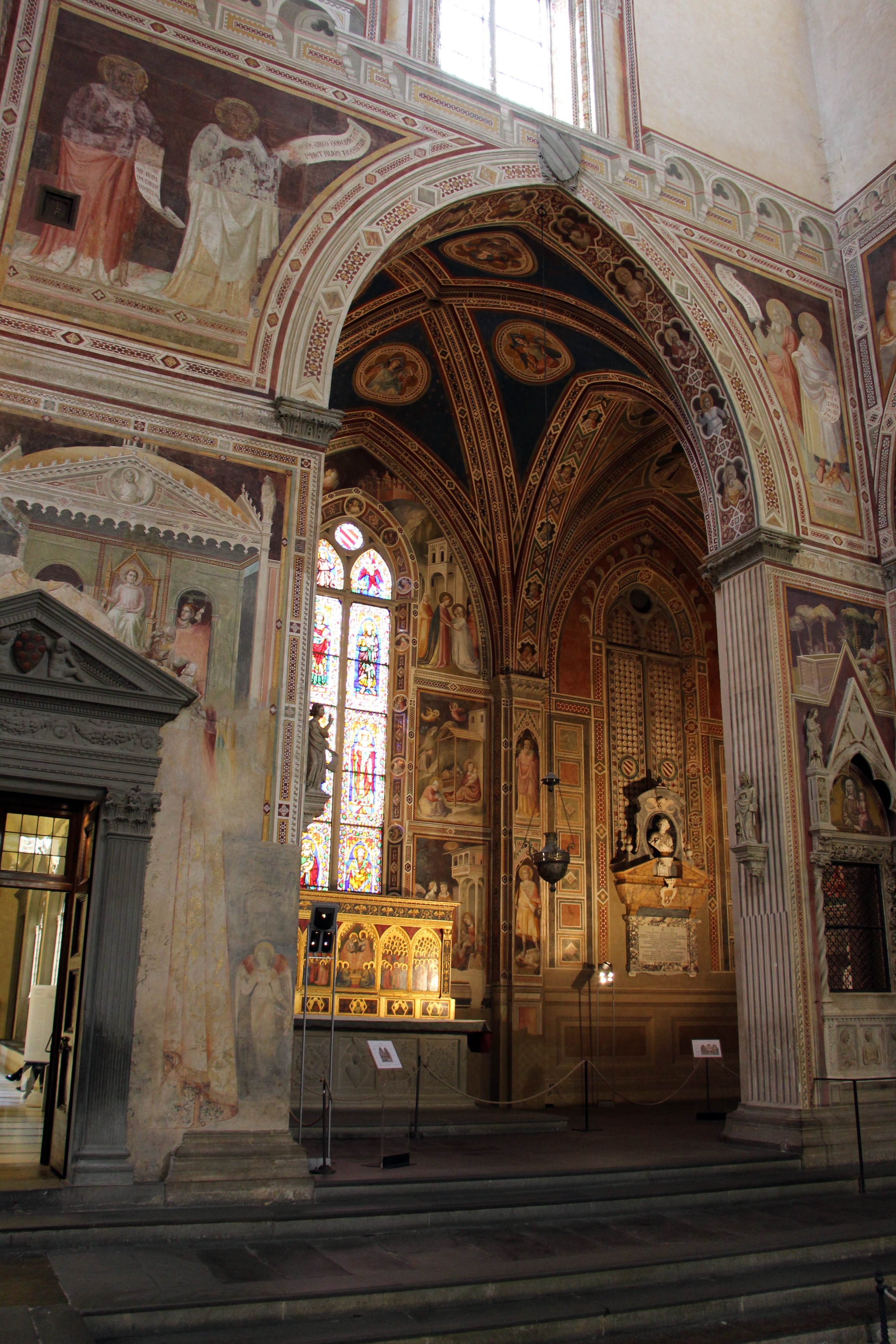
Cappella Baroncelli in Santa Croce

Originari del castello di Baroncello presso Bagno a Ripoli, si inurbarono a Firenze nel XII secolo, alleandosi in consorteria coi Bandini e parteggiando per la causa ghibellina.
Aveva case e torri nella zona di via Vacchereccia, piazza della Signoria e del chiasso dei Baroncelli (che da essi prese il nome), in parte abbatture per creare la piazza e, più tardi, per realizzare la loggia della Signoria (1376). Pacificati con la Parte Guelfa, si dedicarono all'attività bancaria con notevole successo, aprendo numerose filiali nelle principali piazze finanziarie dell'Europa dell'epoca.
Nel 1327 moriva ricchissimo uno dei personaggi più noti della casata, il ricchissimo messer Bivigliano Baroncelli, per il quale venne affrescata da Taddeo Gaddi una grande cappella ancora in Santa Croce, con un polittico dipinto da Giotto.

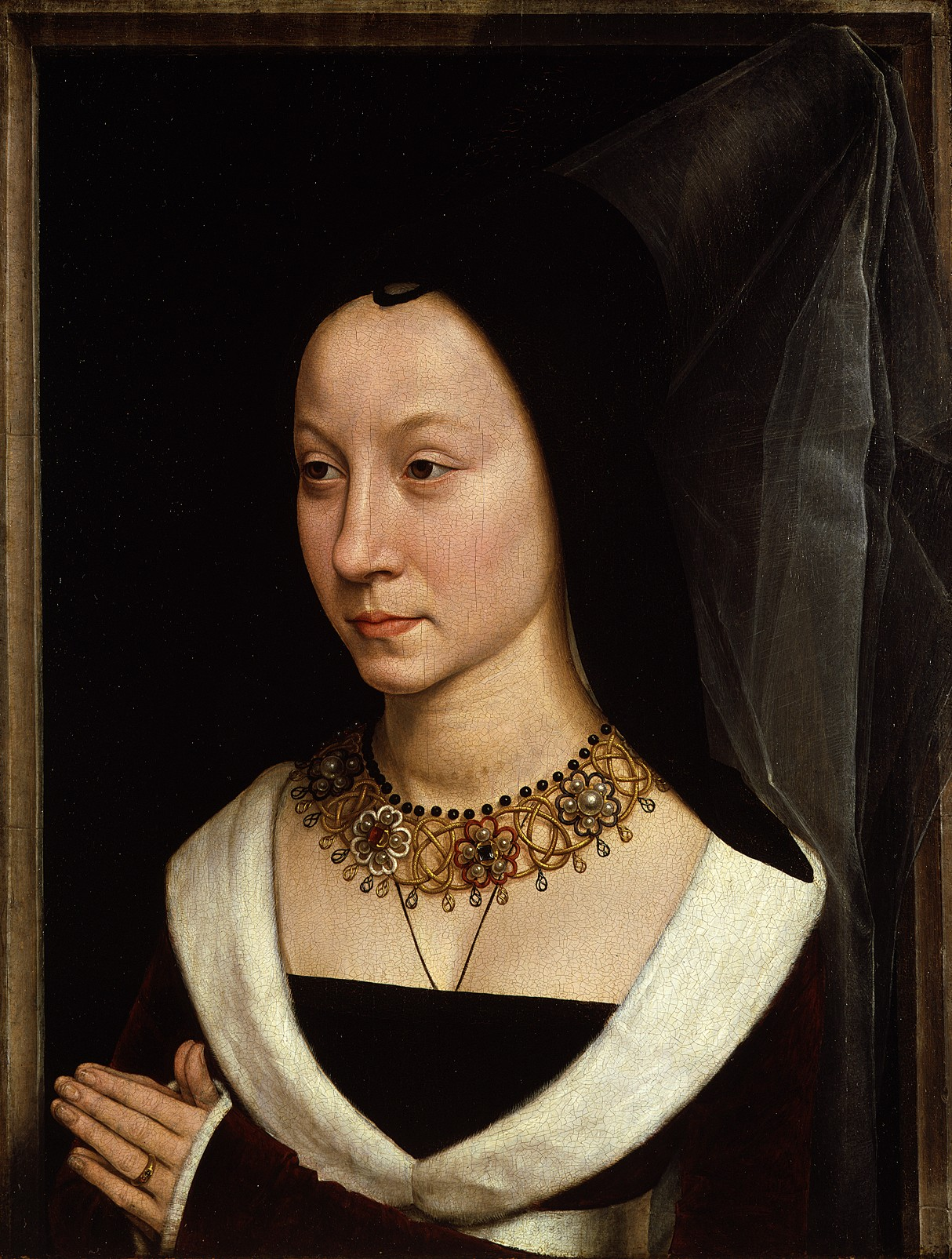
Maria Baroncelli, moglie di Tommaso Portinari, ritratta da Hans Memling

Ancora fra Tre e Quattrocento alcuni Baroncelli furono agenti per i Peruzzi, per i Medici (nonostante Bernardo Bandini Baroncelli partecipasse alla congiura dei Pazzi) e per altre imprese a Bruges, Anversa, Roma. Nelle Fiandre commissionarono opere d'arte agli artisti locali, come i Ritratto di Pierantonio Baroncelli e di sua moglie Maria Bonciani, oggi agli Uffizi.
Nel XVI secolo Tommaso Baroncelli sposò nelle Fiandre la figlia di un fiorentino maritato a una nobildonna del luogo, Giovanni Battista Gualtierotti. Qui Tommaso acquisì una tale ricchezza e prestigio da essere nominato "grande munizioniere" con 4.000 fiorini annui di provvigione e, in seguito, "provveditore generale" del sussidio militare dell'imperatore. Rientrato in tarda età a Firenze, nel 1565, fu maggiordomo di Cosimo I de' Medici fino alla morte nel 1569.
Un ramo della famiglia si stabilì nella Repubblica di Venezia.
Discendenti dei Baroncelli esistono ancora, tanto in Italia che in Francia

## Possedimenti e patronati
- Villa di Poggio Baroncelli
- Villa di Poggio Gherardo
- Villa di Volsanminiato
- Villa di San Filippo
- Chiesa di San Tommaso a Baroncelli
- Chiesa di San Bartolomeo al Gignoro
- Cappella Baroncelli
- Torri presso il chiasso de' Baroncelli